# オクシタニー・カタロニア語
オクシタニー・カタロニア語（オクシタニー・カタロニアご、英: Occitano-Romance languages）は、西ロマンス語のうちスペイン東部とフランス南部で話されている言語。
イベロ・ロマンス語とガロ・ロマンス語の中間に位置付けられる、暫定的な分類である。ガロとは古代にフランスあたりを指したガリアのこと。また、イベロはイベリア半島のことである。西ロマンス語はイタロ・西ロマンス語に含まれる。イタロ・西ロマンス語はロマンス諸語のうちの一分類であり、ロマンス諸語はインド・ヨーロッパ語族イタリック語派ラテン・ファリスキ語群に属する言語のうち、ラテン語の口語である俗ラテン語に起源をもつ言語の総称。

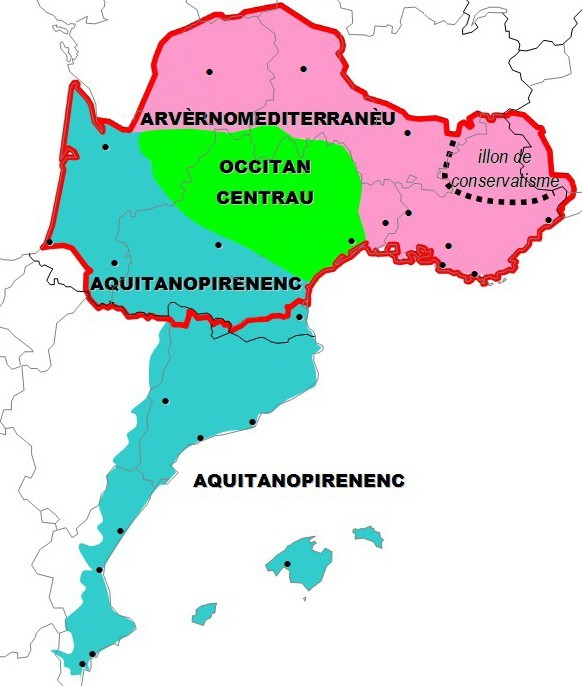

## 系統

### カタルーニャ語（スペイン東部）
- バレンシア語

### オック語（フランス南部）
- ラングドシャン語
- プロヴァンス語
- ガスコーニュ語
  - アラン語
- プロヴァンサル・アルパン語
- オーヴェルニュ語
- リムーザン語